# CinAmerica - La sfida
CinAmerica - La sfida è un programma televisivo italiano, condotto dalla sinologa Giada Messetti, che ne è anche l'ideatrice, insieme al giornalista Francesco Costa, in onda dal 14 aprile 2023, nella seconda serata del venerdì, dalle 23:20, su Rai 3.

## Descrizione
Il programma è finalizzato a fornire le premesse ed il contesto per comprendere un'attualità in cui gli Stati Uniti d'America e la Cina sono ormai diventati protagonisti principali. Sono presenti, in studio ed in collegamento, ospiti autorevoli, come il giornalista Premio Pulitzer Evan Osnos, insieme a servizi realizzati dall'inviato negli Stati Uniti d'America, Daniele Compatangelo, dalla tiktoker italo-cinese Liz Supermais e dal corrispondente Rai a Pechino, Marco Clementi. Il racconto è fondato su quattro aree fondamentali: dai social media al soft power, dal caso Taiwan alla sfida tecnologica.